# تپه تایشه‌ای
تپه تایشه‌ای مربوط به عصر مس - هزاره ۴ قبل از میلاد است و در شهرستان سرپل ذهاب، بخش مرکزی، دهستان دشت ذهاب، ۱/۳ کیلومتری غرب روستای تایشه‌ای واقع شده و این اثر در تاریخ ۲۷ اسفند ۱۳۸۷ با شمارهٔ ثبت ۲۶۲۸۲ به‌عنوان یکی از آثار ملی ایران به ثبت رسیده است.